# Hoffmannseggia ternata
Hoffmannseggia ternata är en ärtväxtart som beskrevs av Rodolfo Amando Philippi. Hoffmannseggia ternata ingår i släktet Hoffmannseggia och familjen ärtväxter. Inga underarter finns listade i Catalogue of Life.